# Оксопентахлороренат(V) цезия
Оксопентахлороренат(V) цезия — неорганическое соединение,
соль цезия и оксопентахлорорениевая кислота
с формулой Cs2ReCl5O,
жёлтые кристаллы,
гидролизуется в воде.

## Получение
- Реакция растворов хлорида рения(V) и хлорида цезия в горячей соляной кислоте:

{\displaystyle {\mathsf {ReCl_{5}+2CsCl+H_{2}O\ {\xrightarrow {90^{o}C}}\ Cs_{2}ReCl_{5}O\downarrow +2HCl}}}
- Реакция растворов окситетрахлорида рения и хлорида цезия в соляной кислоте.

## Физические свойства
Оксопентахлороренат(V) цезия образует жёлтые парамагнитные кристаллы
кубической сингонии,

параметры ячейки a = 1,025 нм.

## Химические свойства
- Гидролизуется водой с образованием гидратированного диоксида рения ReO2 и перренатов.